# Coulon
Coulon är en kommun i departementet Deux-Sèvres i regionen Nouvelle-Aquitaine i västra Frankrike. Kommunen ligger i kantonen Niort-Ouest som tillhör arrondissementet Niort. År 2022 hade Coulon 2 275 invånare.

## Befolkningsutveckling
Antalet invånare i kommunen Coulon
| Referens: INSEE |